# Orosia
Orosia és una pel·lícula espanyola de drama estrenada el 31 de gener de 1944, dirigida per Florián Rey i protagonitzada en els papers principals per Blanca de Silos i José Nieto. L'original de la pel·lícula es donava per perdut fins que fou redescobert el 1992 quan l'actor Ángel Belloc va entregar una còpia que guardava a casa seva.

## Sinopsi
La història comença en 1900 amb les imminents noces entre Orosia Garcés de Abarca i Eloy Sancho de Embún. Però la seva felicitat es truncarà quan el futur espòs mori apunyalat com a resultat de les rivalitats de les serenates nocturnes davant el balcó de la núvia. Els veïns sospiten del baralladís Venancio i de Joselón de Urríes, un antic pretendent d'Orosia.

## Repartiment
- Blanca de Silos com Orosia.
- José Nieto com Joselón.
- Nicolás Perchicot com Don Pablo.
- María Bru com Sabel.
- Delfín Jerez com Gracián.
- José Sepúlveda com Venancio.
- José Isbert com Don Cándido.
- Ángel Belloc com Eloy.
- Mariana Larrabeiti com Jacinta.
- Julia Lajos com Rosa.
- Antonia Plana com Doña Clara.
- Salvador Videgain com Don Alonso.
- Luis Pérez de León com Calixto.
- Ana María Quijad com Remigia.
- Ana de Leyva com Blasa.
- Luis Villasiul com Don Valentín.
- Lolita Valcárcel com Vicenta.
- Fernando Sancho com Mañico bronquista.

## Premis
El 6 de juliol de 1944 la pel·lícula va aconseguir un premi econòmic de 250.000 ptes, als premis del Sindicat Nacional de l'Espectacle de 1944.